# Port lotniczy Al-Faszir
Port lotniczy Al-Faszir (IATA: ELF, ICAO: HSFS) – port lotniczy położony w Al-Faszir, w Sudanie.

## Linie lotnicze i połączenia
| Linia Lotnicza | Kierunek             |
| -------------- | -------------------- |
| Badr Airlines  | 1. Chartum           |
| Nova Airways   | 1. Chartum 2. Nijala |
| Sudan Airways  | 1. Chartum           |